# Le Creusot
Le Creusot – miejscowość i gmina we Francji, w regionie Burgundia-Franche-Comté, w departamencie Saona i Loara.

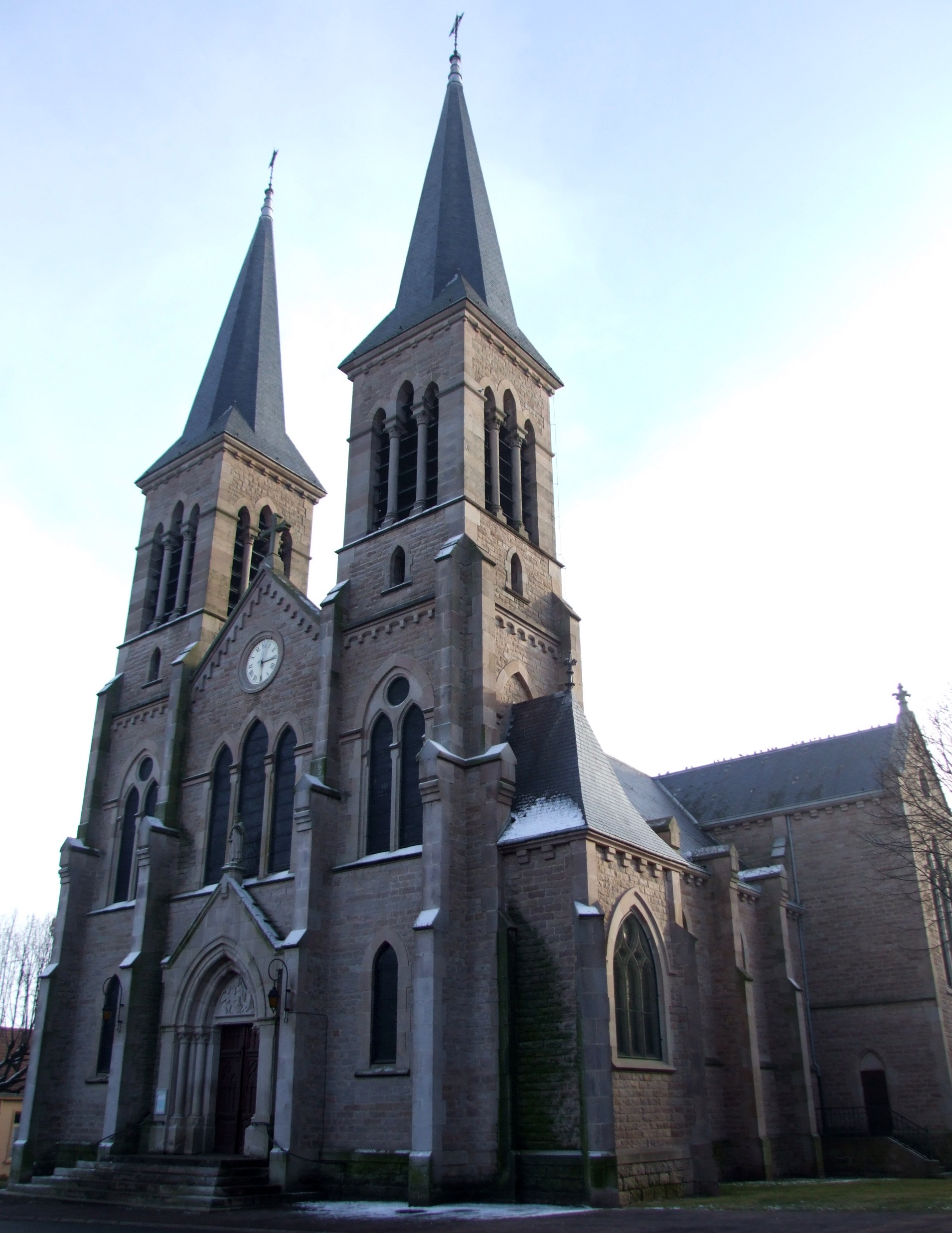

Według danych na rok 1990 gminę zamieszkiwało 28 909 osób, a gęstość zaludnienia wynosiła 1596 osób/km² (wśród 2044 gmin Burgundii Le Creusot plasuje się na 6. miejscu pod względem liczby ludności, natomiast pod względem powierzchni na miejscu 516.).

## Miasta partnerskie
- Bor, Serbia
- Blieskastel, Niemcy
- Rumia, Polska
- Żyrardów, Polska